# Carate Urio

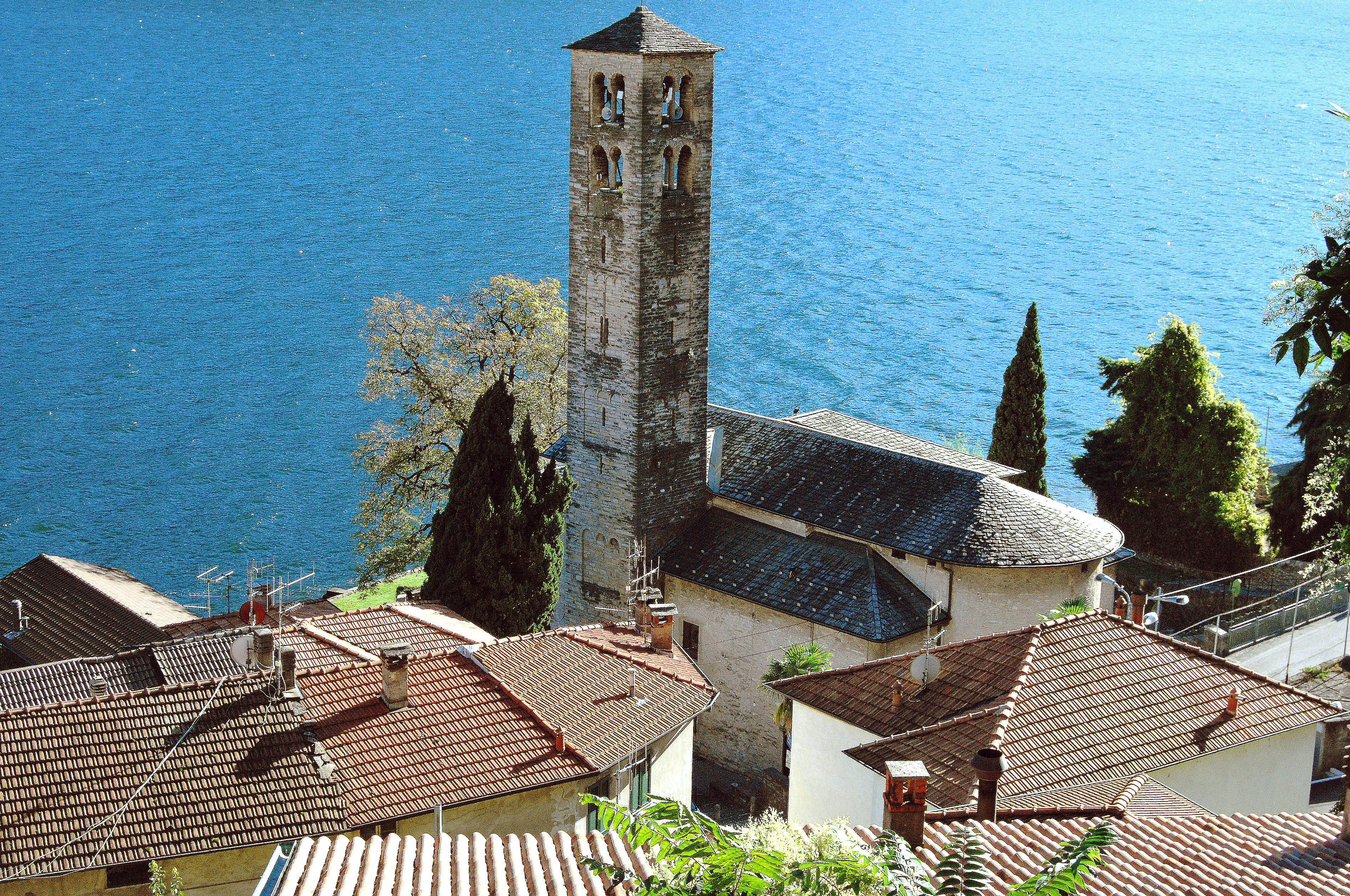
Carate Urio, Kirche Santi Quirico e Giulitta

Carate Urio ist eine norditalienische Gemeinde (comune) in der Provinz Como in der Lombardei. 

## Lage und Einwohner
Die Gemeinde Carate Urio liegt 13 Straßenkilometer nordnordöstlich von der Provinzhauptstadt Como am Westufer des Comer Sees. Die 1117 Einwohner (Stand 31. Dezember 2023) zählende Gemeinde erstreckt sich bis zu den Südhängen der Berge Comana (1.215 m) und Colmegnone (1.383 m) und ist durch Wälder gekennzeichnet, in denen Robinien, Haselnüsse, Kastanien, Buchen, Erlen und Birken wachsen.
Die Nachbargemeinden sind am Norden Schignano und Brienno, am Osten Laglio, am Süden Torno und Faggeto Lario, und am Westen Moltrasio.

### Verkehrsanbindung
Durch die Gemeinde führt die Strada Statale 340 Regina von Como zur Schweizer Grenze bei Valsolda.

## Sehenswürdigkeiten
- Kirche Santi Quirico e Giulitta[2]
- Kirche Santa Marta[3]
- Kirche Santi Giacomo e Filippo[4]

## Persönlichkeiten
- Liala (1897–1995), Autorin von Bestsellerliebesromanen